# ميخائيل إي. غرينبيرغ
ميخائيل إي. غرينبيرغ (بالإنجليزية: Michael E. Greenberg)‏ هو عالم أعصاب وأستاذ جامعي وعالم أحياء أمريكي، ولد في 25 مايو 1954 في ميامي بيتش في الولايات المتحدة.

## وصلات خارجية
- الموقع الرسمي